# 側條龍骨鱥
側條龍骨鱥（学名：Tropidophoxinellus hellenicus）为輻鰭魚綱鯉形目雅羅魚科的其中一種，分布於歐洲希臘阿奇盧斯和和皮尼奧斯河流域，體長可達9.3公分，出現於水量少的低地水流，以無脊椎動物與植物為食，繁殖期在4至6月，生活習性不明。